# Cratere Eads
Eads  è un cratere sulla superficie di Marte.